# Pingasa communicans
Pingasa communicans är en fjärilsart som beskrevs av Walker 1860. Pingasa communicans ingår i släktet Pingasa och familjen mätare. Inga underarter finns listade i Catalogue of Life.